# Alcy Gigliotti
Alcy Gigliotti (Olímpia, 1930 — Campinas, 2007) foi um poeta e escritor brasileiro.

## Biografia
Filho de Júlia Blanco Gigliotti - pseudônimo "Jublangi" - e Paschoalino Gigliotti, natural de Olímpia, Alcy estudou no Colégio Mackenzie, em São Paulo, e formou-se em direito pela Faculdade de Direito do Largo de São Francisco (USP).
Ingressou por concurso na magistratura paulista em 1966, sendo nomeado Juiz de Direito, além de ter sido professor universitário, jornalista e dono de um jornal em Olímpia. Morou nas cidades de Olímpia, Catanduva e, em 1995, passou a morar em Campinas. Foi casado com Maria Lair Vaz Gigliotti, tendo três filhos. 
Durante toda a sua vida, colecionou livros, sendo o idealizador e o fundador da Biblioteca Adir Gigliotti, com 55.000 volumes, a qual administrou, em Campinas, até 2007.
Pertenceu à Academia Campineira de Letras e Artes, à Academia Campinense de Letras, ao Centro de Ciências Letras e Artes de Campinas, ao Clube dos Escritores de Piracicaba, à Casa dos Poetas de Campinas, à Associação Campineira de Imprensa e ao Clube dos Poetas de Campinas.
Recebeu, em 2005, a Medalha Carlos Gomes, instituída pela Câmara Municipal de Campinas, pelas ações e atividades que contribuíram para destacar e enaltecer a figura e a obra de
Carlos Gomes.
Alcy escreveu desde a infância, e publicou seis livros, entre poesias e crônicas, além de organizar os Poemas Olimpienses, escritos por sua mãe, e Sete Contos Curtos (1998), de seu irmão Adir Gigliotti.

## Obras principais
- Sonetos e Poemas para o Amor (1984)[2]
- Poemas sem Tempo (1994)
- O Seu Natal com Amor (1998)
- Palpites de um Palpiteiro Feliz (2004)
- Verdades
- A Morte na Poesia[3]
- Gênese & Memória: um livro sincero[4]